# Römisches Armenien

Die kurzlebige römische Provinz Armenia im Jahr 117 n. Chr., nördlich von Mesopotamia

Als Römisches Armenien wird das ab dem Ende des 1. Jahrhunderts v. Chr. in Teilen oder als Ganzes dem Römischen Reich und seinem Nachfolger, dem Oströmischen/Byzantinischen Reich unterstellte Armenien bezeichnet, das in der Antike wesentlich größer war als der moderne Staat Armenien.
Das Königreich Großarmenien lag in der Interessensphäre Roms und des Partherreichs, wobei es mehrmals zu militärischen Auseinandersetzungen kam. Kaiser Trajan richtete zwischen 114 und 118 n. Chr. die kurzlebige Provinz Armenia ein, die gemeinsam mit Kappadokien von einem Statthalter verwaltet wurde. In diesem Amt ist Lucius Catilius Severus belegt. Der Versuch einer parthischen Einflussnahme im Königreich Armenien führte 161 zu einem erneuten Partherkrieg, der im Jahr 166 siegreich für Rom endete.
Das bereits im frühen 4. Jahrhundert christianisierte Armenien blieb bis in die Spätantike zwischen Rom und dem neupersischen Sassanidenreich, dem Nachfolgereich der Parther, umstritten. Wohl im Jahr 387 kam es zu einer endgültigen Teilung ganz Armeniens zwischen Rom und Persien, wobei die Perser den Großteil des Gebiets erhielten, das sogenannte Persarmenien.
Bereits unter Diokletian um 300 war das römische Armenien in zwei Provinzen (Armenia prima und Armenia secunda) geteilt worden. Unter Justinian I. wurde das römische Armenien dann zusammen mit Teilen von Pontos in vier kleinere Provinzen aufgeteilt. In der Regierungszeit des Maurikios profitierten die Oströmer von einem Bürgerkrieg im Sassanidenreich, in dem sich der von Maurikios unterstützte Kandidat Chosrau II. 591 durchsetzen konnte. Anschließend erhielt Ostrom Gebietsgewinne auch in Armenien, doch die dortige Lage blieb aufgrund umstrittener Eingriffe in die lokalen Herrschaftsverhältnisse und kirchlicher Differenzen angespannt.
Im Zuge der arabischen Eroberung Mitte des 7. Jahrhunderts verlor Ostrom Armenien. Damit beginnt die Geschichte des mittelalterlichen armenischen Königreichs, wo Byzanz im späten 10. Jahrhundert wieder intervenierte.